# Länsväg 176
Länsväg 176 är 5,7 km lång och går mellan Strömstad (Uddevallavägen) och Värmlandsbro (vid E6 norr om Strömstad) .

Hela sträckan ligger i Bohuslän, och i Strömstads kommun.

## Anslutningar
- E6
- Länsväg 164

## Historia
Denna väg gavs numret 176 år 1985. Innan dess hade norra infarten numret 164, och den södra infarten inte något skyltat nummer.